# Lully (Fribourg)
Lully (FR) is een gemeente in het district Broye van het kanton Fribourg in Zwitserland.

## Geografie
Lully (FR) ligt in de exclave Estavayer van kanton Fribourg in kanton Vaud. De buurgemeenten in kanton Fribourg zijn Estavayer-le-Lac, Les Montets, Seiry en Font. De oppervlakte van de gemeente bedraagt 2.74 km².
- Hoogste punt: 539 m
- Laagste punt: 475 m

## Bevolking
De gemeente telt 1.161 inwoners. De meerderheid in Lully (FR) is Franstalig (89%, 2000) en Rooms-Katholiek (67%).

## Economie
12% van de werkzame bevolking werkt in de primaire sector (landbouw en veeteelt), 7% in de secundaire sector (industrie), 74% in de tertiaire sector (dienstverlening).